# 김균선생묘
김균선생묘(金稛先生墓)는 대한민국 경기도 광주시 능평동에 있는, 조선의 개국공신 김균(?∼1398)의 묘이다. 1987년 2월 12일 경기도의 기념물 제105호로 지정되었다.

## 개요
김균(金稛, ?∼1398)은 고려 공민왕 9년(1360) 성균시에 합격하였으며 공양왕 때에 전법판서를 지냈다. 조선이 개국한 뒤 태조를 추대한 공로로 개국공신 3등 15명 중 제2인으로 정해져서 중추원 부사로 승진되고 익대개국공신의 공신호를 받았으며, 계림군에 봉해졌다. 벼슬은 보국숭록좌찬성에 이르렀고, 죽은 뒤에 제숙의 시호가 내려졌다. 가족 중에 태조의 공신이 많이 배출되어 조선 건국 과정에서 중진급 정치집단을 이루었다.
묘역은 담으로 둘러져 있고 봉분은 아랫부분에 둘레석을 둘렀다. 묘 앞에는 상석·향로석이 있고, 그 앞에 장명등(長明燈:무덤 앞에 세우는 돌로 만든 등)이 있으며 좌우로 문인석 2쌍, 석양(石羊)과 망주석이 각 1쌍씩 배열되어 있다. 상석의 왼쪽에 묘비가 있으며, 묘역 앞쪽 약 80m 지점에는 신도비(神道碑:왕이나 고관 등의 평생 업적을 기리기 위해 무덤 근처 길가에 세운 비)가 있는데, 비문은 송병선이 짓고 윤용구가 글을 써서 1905년에 건립한 것이다. 비문의 내용으로 보아 현재 묘역의 건립 시기는 18세기 후반으로 보이며, 묘비는 그 후에 세워진 것으로 추정된다.

## 같이 보기
- 김균

## 참고 자료
- 김균선생묘 - 국가유산청 국가유산포털